# Eucladodes baleensis
Eucladodes baleensis là một loài bướm đêm trong họ Noctuidae.